# R. J. Ellory

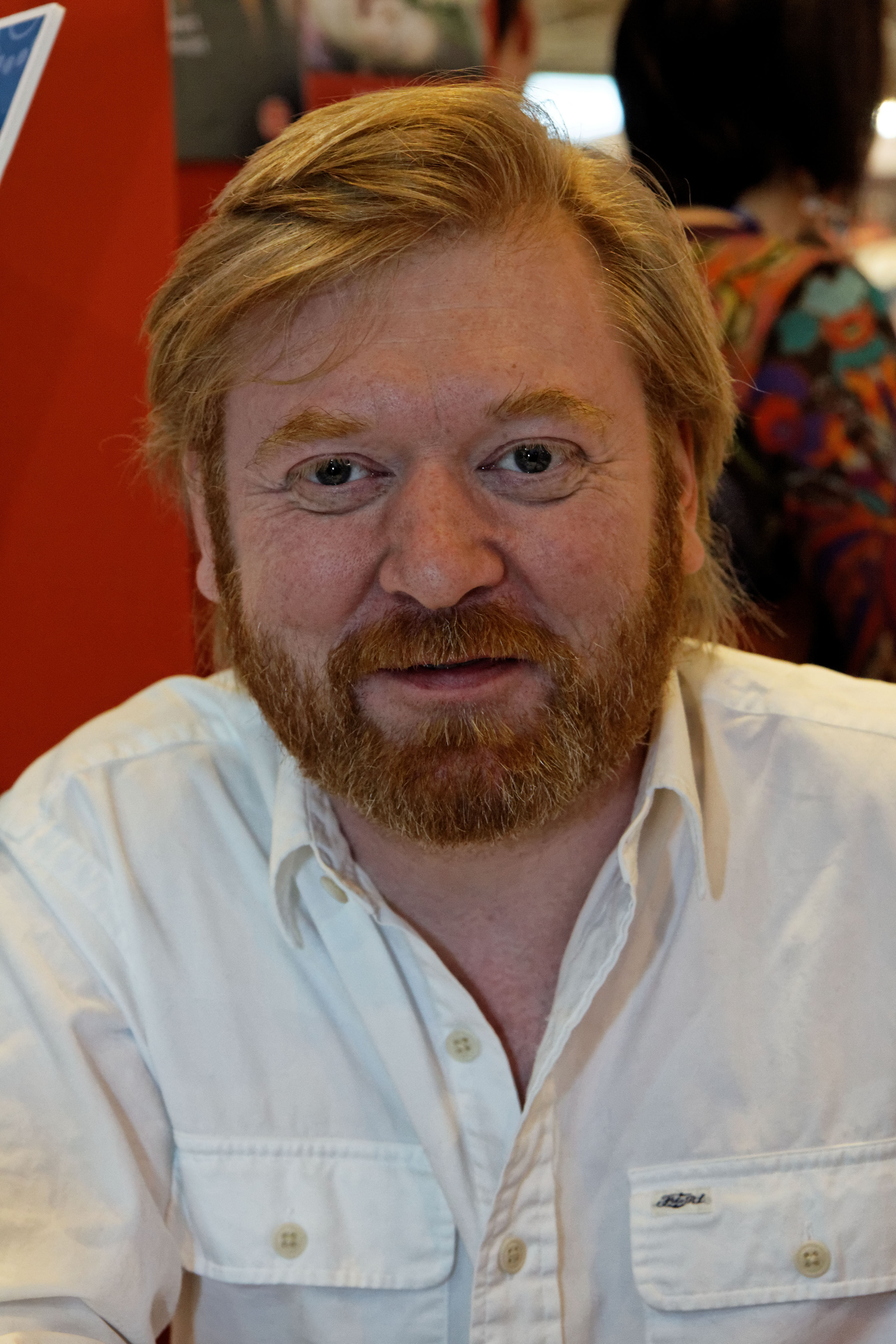
R. J. Ellory

Roger Jon Ellory (Birmingham, juni 1965) is een Brits thrillerschrijver.

## Biografie
R.J. Ellory woont in Birmingham. Hij noemt Arthur Conan Doyle, Michael Moorcock, J.R.R. Tolkien en Stephen King als zijn grootste invloeden. Hij studeerde grafische kunsten en ontwerp, maar stopte al na een jaar.
Hij begon te schrijven in 1987 en werkte 22 romans af, die allemaal geweigerd werden door meerdere uitgevers, zowel in het Verenigd Koninkrijk als in de Verenigde Staten. Hij kreeg meermalen te horen dat het commercieel niet verantwoord was voor een Britse schrijver romans te publiceren die zich afspelen in Amerika. Ellory stopte acht jaar met schrijven, maar begon weer eind 2001, geïnspireerd door een citaat van Benjamin Disraeli dat Success is entirely dependent upon constancy of purpose ("succes is geheel afhankelijk van een vaststaand doel"). Hij schreef nog eens drie romans, waarvan de tweede 'Candlemoth' was. Deze werd aanvaard voor publicatie in juni 2002 door Orion Publishing Group en verscheen in juli 2003. Hij werd ook vertaald in het Duits, het Nederlands en het Italiaans.
Sindsdien verschijnt er jaarlijks een boek van Ellory. Zijn boeken zijn verkrijgbaar in meer dan twintig talen.

## Werk
- Candlemoth (Stervensuur) - 2003  ISBN 0-7528-5666-9
- Ghostheart (Schijnwereld) - 2004  ISBN 0-7528-6409-2 ; ook Een ongenode gast - 2014  ISBN 978-90-261-3437-1
- A Quiet Vendetta (Een volmaakte vendetta) - 2005  ISBN 0-75286-060-7
- City of Lies - 2006  ISBN 0-75287-366-0
- A Quiet Belief in Angels (Een stil geloof in engelen) - 2007  ISBN 0-7528-8263-5
- A Simple Act of Violence - 2008  ISBN 0-7528-9190-1
- The Anniversary Man (Een mooie dag om te sterven) - 2009  ISBN 0-7528-9874-4
- Saints of New York (De helden van New York) - 2010  ISBN 978-1-4091-0474-2
- Bad signs (Bekraste zielen) - 2011  ISBN 978-9-0261-3358-9
- A dark and broken heart (Een inktzwart hart) - 2012 ISBN 978-1-4091-2414-6
- The devil and the river (Het kwaad en de rivier) - 2013  ISBN 978-1-4091-2414-6
- Carnival of Shadows (Een circus van schimmen) - 2014  ISBN 978-1-4091-2420-7
- Mockingbird Songs (Broedertwist) - 2015  ISBN 978-1-409-1-2423-8
- Kings of America (De koning van Amerika) - 2018  ISBN 978-90-261-4526-1
- Three bullets (De derde kogel) - 2019  ISBN 978-90-261-4985-6